# 黄金の方陣
黄金の方陣（おうごんのほうじん、英語:Golden Square、アラビア語:المربع الذهبي）は、1930年代から1940年代にかけてイラクで活動した、イラク王国陸軍の四人の将校からなる集団である。1941年に、ラシード・アリー・アル＝ガイラーニー(英語版)が引き起こしたクーデタを支援したことで全盛を極めた。

## 詳細
「黄金の方陣」には「7つの円環」に属していた4人の幹部メンバーが参加した。7つの円環とは、1930年から1940年頃にかけて、ナチス・ドイツの外交官フリッツ・グロッバ(英語版)に影響されたスンナ派アラブ国家主義者(英語版)たちの団体である。
黄金の方陣のメンバーはサラディン・アル＝サバー(英語版)大佐、カミル・シャビブ(英語版)大佐、ファーミ・サイイド(英語版)大佐、マフムード・サルマン(英語版)大佐の4人。アングロ・イラク戦争において、彼らはバグダードに駐屯していた部隊の指揮に回り、アル=サバーは第三歩兵師団を、シャビブは第一歩兵師団を、サイイドは独立機械化師団を、唯一軍団指揮に回らなかったサルマンは空軍長官として、それぞれ戦争に参加した。
黄金の方陣のメンバーは事実上、反イギリス主義者であった。後に彼らは、軍部からの支援を得ようとしていたイラク政府によって権力を与えられた。また彼らはナチス・ドイツからの支持を得ることに頼り、特にグロッバはその考えに同調していた。
1941年4月1日にアル＝ガイラーニーと黄金の方陣は、当時のイラク摂政アブドゥル・アル=イラーフが実質的な権力を握っていた政府の打倒を目指し、クーデタ(英語版)を決行、黄金の方陣は、現行政府に代わって「国家防衛政府」を新たに樹立させた。クーデタに引き続いて発生したアングロ・イラク戦争は、アル＝ガイラーニーと黄金の方陣の敗北に終わり、彼らはバグダードに迫るイギリス軍を恐れ、イラクから亡命した。またその後侵攻したイギリス軍とイラク王国軍によって、黄金の方陣に加担した3人の人物と、彼らを支持した多くの市民が処刑された。